# Kehlsteinhaus
La Kehlsteinhaus (literalmente, Casa del Kehlstein, en alemán), también conocida como Nido del Águila, es un edificio tipo chalé que debía ser una extensión del complejo Obersalzberg proyectado por el régimen nacionalsocialista en los Alpes Bávaros cerca de Berchtesgaden. 
Fue un regalo oficial del Partido Nacionalsocialista para Adolf Hitler por su 50.° cumpleaños. 
Apodado «el nido del águila» por un diplomático francés, debía ser una casa de retiro para Hitler y a la vez un lugar más hogareño e informal, para recibir a los dignatarios y/o diplomáticos extranjeros visitantes.

## Construcción y uso
Fue encargado por Martin Bormann, y tras un periodo de construcción de más de trece meses fue presentado formalmente a Hitler en 1939. Está situado en una loma en la cima de la montaña Kehlstein (1834 metros) y se llega a él por un camino espectacular de 6.5 km, que costó 30 millones de marcos (cerca de 150 millones de euros de 2007, con los ajustes respectivos por inflación). Los últimos 124 metros hasta la Kehlsteinhaus son salvados por un elevador ubicado en un túnel excavado directamente hacia abajo en la montaña y conectado a otro túnel bajo el granito del terreno. El interior del gran carro del ascensor está recubierto con bronce pulido, espejos venecianos y cuero en tonos verdes. El elevador sigue utilizándose diariamente.

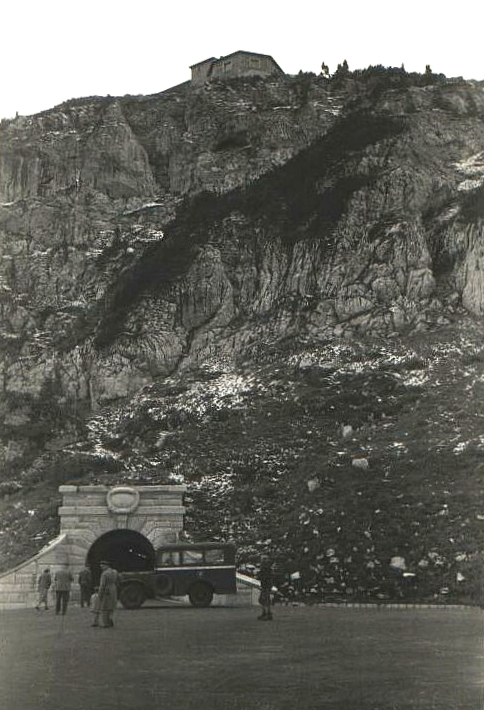
Fotografía de 1945 que muestra la entrada del túnel al elevador que sube a la Kehlsteinhaus, visible en la parte superior.

La construcción del sistema de elevador en la montaña costó la vida de 12 trabajadores. La sala principal está dominada por una chimenea de mármol italiano rojo, regalo de Mussolini. Gran parte del mobiliario fue diseñado por Paul László.
El edificio también ha sido llamado «la casa del té» de Hitler, pero es un término equivocado. Hitler no utilizaba la Kehlsteinhaus como casa del té, pues el lugar que visitaba diariamente para tomar el té por las tardes —cuando estaba de visita en el pueblo— era la Mooslahnerkopf Teehaus.
Aunque el sitio está en la misma montaña que Berghof, Hitler rara vez visitaba el lugar. Se ha especulado que lo hizo solamente unas diez ocasiones, y la mayoría de ellas por no más de 30 minutos. Tal vez debido a la escasa asociación del edificio con la persona de Hitler, la Kehlsteinhaus se salvó de ser demolida al final de la Segunda Guerra Mundial.

## Captura por los Aliados
Dwight D. Eisenhower, Comandante Supremo de las Fuerzas Aliadas en Europa y después Presidente de los Estados Unidos, escribió que la 3.ª División de Infantería estadounidense fue la primera en tomar Berchtesgaden y no el Nido del Águila. El general Maxwell D. Taylor, antiguo comandante general de la 101.ª División Aerotransportada, declaró lo mismo.
Fotografías y archivos de prensa muestran a soldados de la 3.ª de Infantería relajándose en el patio del Nido del Águila, «bebiéndose el vino de Hitler» y afirmando que estuvieron en la casa el 10 de mayo de 1945.
El general francés Georges Buis afirmó que dos oficiales de la 2.ª División Blindada francesa, él mismo y Paul Repiton-Preneuf, fueron , junto a La Nueve,[cita requerida] los primeros aliados en llegar a la Kehlsteinhaus el 5 de mayo de 1945. Fotografías y archivos del Ejército francés demuestran que los franceses estaban en el Nido del Águila. Georges Buis declaró que llegaron temprano por la mañana y se escabulleron poco después cuando vieron que llegaban las tropas estadounidenses.
Según el guía local, la Kehlsteinhaus sería uno de los objetivos de bombardeo de la Royal Air Force para el 25 de abril de 1945, pero la pequeña casa resultó ser un blanco difícil de alcanzar y prefirieron atacar el área de Berghof, resultando seriamente dañada. Algunas posiciones de artillería antiaérea, la base de una de las cuales se puede apreciar aún, estaban establecidas unos 100 m más allá de la cima donde está la Kehlsteinhaus.

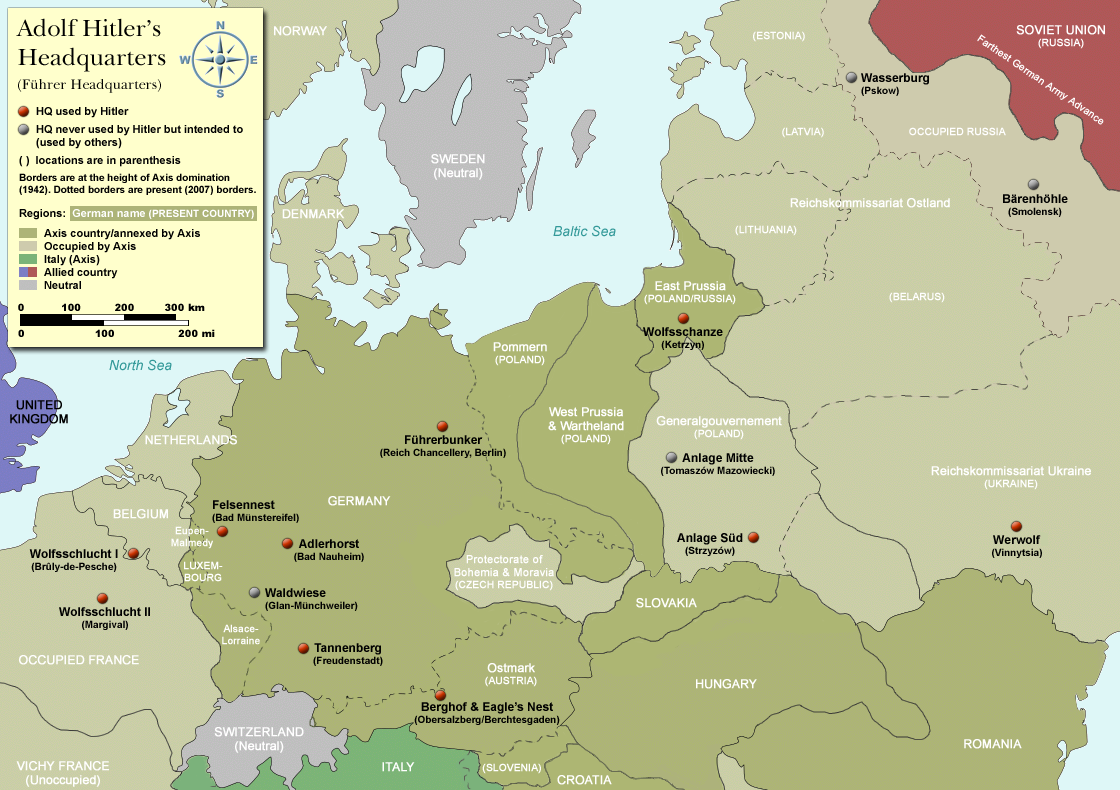
Mapa que muestra la localización de la Kehlsteinhaus (etiquetada como Eagle's Nest), con el Berghof. También muestra otros sitios estratégicos en Europa.

## Uso actual
La Kehlsteinhaus fue utilizada por los Aliados como un puesto de mando hasta 1960, cuando fue devuelta al Estado de Baviera.
El edificio es hoy propiedad de un fondo de caridad y sirve como restaurante. Es una atracción turística popular, particularmente para ingleses y norteamericanos atraídos por el significado histórico del Nido del Águila. El sitio es accesible a pie (dos horas de camino desde el pueblo) o en autobús.
Después del retorno de la Kehlsteinhaus a manos alemanas, se construyó un centro de información al pie de la cuesta para recordar al público los aspectos relacionados con el régimen de Hitler. La Kehlsteinhaus en sí misma no menciona mucho acerca de su pasado.
Recorridos turísticos informales son ofrecidos por guías locales a los extranjeros que llegan al lugar, en el punto más bajo del monte. El servicio no se ofrece en idioma alemán, aparentemente por requerimiento del gobierno para evitar conflictos con el neonazismo y simpatizantes nacionalsocialistas de la postguerra.
Las habitaciones inferiores del complejo, con vistas espectaculares a través de sus ventanales, no son parte del restaurante, pero pueden ser visitadas con la compañía de un guía. El pequeño estudio de Hitler es ahora una bodega para la cafetería.